# Groupe SEB
Groupe SEB (Société d'Emboutissage de Bourgogne) es una compañía francesa de gran tamaño que produce electrodomésticos de tamaño reducido. Algunas de las marcas del grupo incluyen Krups, WMF, Moulinex, Rowenta, IMUSA y Tefal.

## Historia

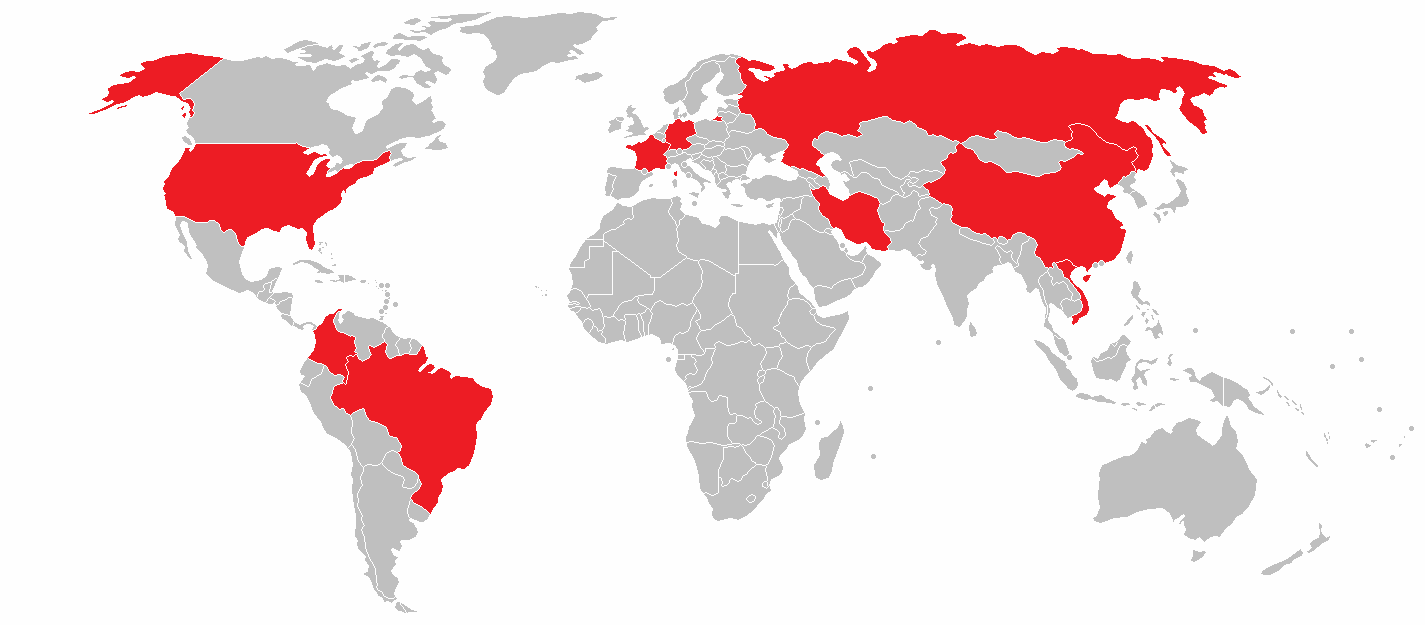
Países con fábricas de Groupe SEB en el mundo.

El precursor del consorcio del Groupe SEB fue fundado originalmente por Antoine Lescure en 1857.

## Años 2000
En 2004 Groupe SEB adquirió la compañía estadounidense de ollas All-Clad. La pérdida de mercado en Europa espera compensarse con crecimientos en los mercados de Norteamérica y Asia
En la primera mitad de 2008 la empresa elevó su beneficio de 52 millones de euros en 2007 a 94 millones. Groupe SEB tiene una participación del 51,36% en la compañía china de ollas Supor.